# Les Pyramides (immeubles)
 (octobre 2024).
La mise en forme du texte ne suit pas les recommandations de Wikipédia : il faut le « wikifier ».
Les points d'amélioration suivants sont les cas les plus fréquents :
- Les titres sont pré-formatés par le logiciel. Ils ne sont ni en capitales, ni en gras.
- Le texte ne doit pas être écrit en capitales (les noms de famille non plus), ni en gras, ni en italique, ni en « petit »…
- Le gras n'est utilisé que pour surligner le titre de l'article dans l'introduction, une seule fois.
- L'italique est rarement utilisé : mots en langue étrangère, titres d'œuvres, noms de bateaux, etc.
- Les citations ne sont pas en italique mais en corps de texte normal. Elles sont entourées par des guillemets français : « et ».
- Les listes à puces sont à éviter, des paragraphes rédigés étant largement préférés. Les tableaux sont à réserver à la présentation de données structurées (résultats, etc.).
- Les appels de note de bas de page (petits chiffres en exposant, introduits par l'outil «  Source ») sont à placer entre la fin de phrase et le point final[comme ça].
- Les liens internes (vers d'autres articles de Wikipédia) sont à choisir avec parcimonie. Créez des liens vers des articles approfondissant le sujet. Les termes génériques sans rapport avec le sujet sont à éviter, ainsi que les répétitions de liens vers un même terme.
- Les liens externes sont à placer uniquement dans une section « Liens externes », à la fin de l'article. Ces liens sont à choisir avec parcimonie suivant les règles définies. Si un lien sert de source à l'article, son insertion dans le texte est à faire par les notes de bas de page.
- La présentation des références doit suivre les conventions bibliographiques. Il est recommandé d'utiliser les modèles {{Ouvrage}}, {{Chapitre}}, {{Article}}, {{Lien web}} et/ou {{Bibliographie}}. Le mode d'édition visuel peut mettre en forme automatiquement les références.
- Insérer une infobox (cadre d'informations à droite) n'est pas obligatoire pour parachever la mise en page.

Pour une aide détaillée, merci de consulter Aide:Wikification.
Si vous pensez que ces points ont été résolus, vous pouvez retirer ce bandeau et améliorer la mise en forme d'un autre article.
Pour l’article homonyme, voir Les Pyramides.
Les immeubles de logements appelés Les Pyramides est un grand ensemble architectural conçut par les architectes français Michel Andrault et Pierre Parat en 1969 et 1974 à Épernay dans la Marne. Œuvre importante de leur carrière, elle est labellisée « Architecture contemporaine remarquable » depuis 2000. 

## Contexte historique
Le village de Bernon a été créé de toutes pièces dans le cadre de l'aménagement du mont Bernon. Ce lieu était principalement consacré à la viticulture et est classé monument naturel en 1963. Juste à côté, dans le quartier des Vignes-Blanches, un lotissement pavillonnaire et des infrastructures ont été construits dans les années 1950. Cependant cette intervention était critiquée comme étant trop « timide ». La commune d'Épernay a alors fait appel à l’agence d’architecture et d’urbanisme de Pierre Parat et Michel Andrault pour l’élaboration du projet de la ZUP Bernon, où se trouvent « Les Pyramides ». 
Pierre Parat, architecte en chef du projet, tend à promouvoir l'habitat intermédiaire, qui se situe entre la maison individuelle et l'appartement en immeuble collectif. Une approche moins « déshumanisante » que les grands immeubles des Trente Glorieuses. Il cherche à réduire le nombre de logements par projet et à diviser les architectures en unités plus petites. Une attention particulière est également apportée au paysage urbain en rétablissant une connexion directe entre les logements et les espaces extérieurs végétalisés. Pour cela, l’architecte va réimaginer les immeubles en gradins imaginés en début du XXe siècle par des architectes comme Henri Sauvage, Adolf Loos, Le Corbusier ou Pierre Jeanneret. Chaque logement possède alors une terrasse privative apportant lumière et intimité. 
À partir des années 1960, Andrault et Parat développent un modèle d'habitat semi-collectif en forme de pyramide, conçu comme un empilement de maisons individuelles. Ce concept est testé d'abord à Épernay, puis dans d'autres villes comme Villepinte, Champs-sur-Marne et Évry. « Les Pyramides » d'Épernay sont sur un terrain au sud-ouest de l'ensemble déjà conçu par Andrault et Parat. Contrairement aux logements locatifs de la ZUP, ceux des Pyramides sont destinés à l'accession à la propriété, encourageant la mixité sociale. Une première demande pour 36 logements (Pyramides III et III bis) est déposée en décembre 1969 et approuvée rapidement. En février 1970, une seconde demande pour 62 logements (Pyramides I et II) est déposée. Les travaux des Pyramides I, III et III bis s'achèvent en 1972, tandis que la Pyramide II est livrée en 1974.
Les quatre pyramides d'Andrault et Parat à Épernay représentent la première expérimentation du concept de maisons superposées. Leur succès est tel que 53 autres projets ont suivi, avec un aboutissement majeur dans la construction de 2 500 logements à Évry entre 1972 et 1980. Ce modèle a également donné naissance aux maisons gradins-jardins, appliquées notamment dans l'îlot K, également situé dans la ZUP Bernon.
En 2000, ce grand ensemble reçoit le label « Patrimoine du XXe siècle ». Avec la disparition de ce dernier en 2016, il devient alors label « Architecture contemporaine remarquable » (ACR) et rejoint la collection des édifices labellisés de la région du Grand Est. 

## Description de l’architecture
Le modèle des pyramides d'Épernay, conçu par Andrault et Parat, repose sur le concept de « maisons individuelles superposées ». Initialement rejeté, ce modèle est mis en œuvre pour la première fois à la ZUP de Bernon, marquant son caractère expérimental, avant d'être repris à Villepinte. Le principe consiste à superposer les appartements en forme pyramidale, chaque toiture devenant la terrasse de l'appartement au-dessus, tandis que les logements au rez-de-chaussée disposent de jardins individuels. Les bâtiments, construits sur une ossature en béton armé, utilisent une maçonnerie de remplissage et des toitures-terrasses.
À Épernay, les quatre pyramides ont été construites sur un terrain en pente, nécessitant des terrassements et une adaptation des niveaux des bâtiments. Les Pyramides I et III ont cinq niveaux ; la II en compte six ; et la III bis trois. Au rez-de-chaussée, certains appartements sont proches des garages, permettant aux résidents de se garer juste devant leur porte d'entrée. Le premier étage compte le plus grand nombre de logements, tandis que leur nombre diminue à chaque étage supérieur, avec seulement deux logements au dernier niveau. Les appartements, allant du type 2 au type 6, sont principalement de type 5 (94 m²). Chaque logement a un plan en L avec une grande terrasse accessible depuis le séjour, la cuisine ou les chambres. Les pièces d'eau sont sans fenêtre. Un accès individualisé est possible pour les logements, soit au rez-de-chaussée par le jardin, soit aux étages par les terrasses via des escaliers droits (privés ou partagés pour deux logements).
Les architectes mettent en avant l'importance de l'interaction entre l'espace intérieur et extérieur, ainsi que la réintégration de la végétation dans l'habitat collectif. Contrairement aux balcons traditionnels souvent trop petits, les espaces extérieurs représentent plus de 25 % de la surface des logements. Les jardins et jardinières disposent de suffisamment de terre pour permettre aux habitants de jardiner, planter des fleurs, cultiver un potager ou des arbustes. Ces espaces extérieurs favorisent la socialisation entre résidents tout en préservant l'intimité grâce aux haies et jardinières surélevées. Les quatre pyramides sont également entourées de pelouses, de plantations et d'allées piétonnes.
Sur le plan formel et esthétique, les structures superposées conçues par Andrault et Parat rompent avec la planéité des façades traditionnelles. Elles se caractérisent par des décrochements irréguliers, des saillies et des renfoncements qui rendent leur design facilement reconnaissable. Malgré cette complexité, les élévations conservent une organisation par travées, unifiée par les longues lignes horizontales des jardinières en béton brut ou des bandeaux colorés qui marquent les différents niveaux.